# 1515 a tudományban
Az 1515. év a tudományban és a technikában.

## Események
- Havanna alapítása
- Juan Díaz de Solís felfedezi a Río de la Plata folyó torkolatát.
- A Bermuda-szigetek felfedezése, Juan Bermúdez spanyol hajós.

## Születések
- Petrus Ramus (Pierre de La Ramée) francia humanista filozófus, logikus, matematikus († 1572).
- Valerius Cordus német orvos
- Johann Weyer német orvos

## Halálozások
- Andreas Stoberl, osztrák csillagász